# 舞蹈理论
舞蹈理论（英語：dance theory）是当代舞的理论性研究，涉及舞蹈理念、美学概念和技术细节等问题。它可以被认为是表达理论的一个分支，与音乐理论，特别是音乐性密切相关。音乐性涉及的是寻找舞蹈和音乐在各方面相互配合的特定配对，而舞蹈理论是一个广泛的术语，包括舞蹈的起源、风格、流派、步法和艺术表现。舞蹈理论是一个相当新的研究领域，主要在20世纪发展形成。
舞蹈理论有三大类，分别是舞蹈哲学（研究舞蹈背后的美学意义或征象）、舞谱学（舞蹈动作分析和描述）和舞蹈社会学（舞蹈的社会和文化意义）。 
舞蹈理论涉及运动分析（如步法等），舞伴间的互动和联系，以及舞者与音乐艺术的关联。它在交流、身心、情感和艺术方面探讨了舞蹈作为人类表达和互动媒介的作用。同时也分析了舞蹈流派和风格的差异所反映的文化和社会环境。
由于舞蹈作为文化元素的广泛力，舞蹈理论试图确定舞蹈的本能性质，以及什么让舞蹈动作显得自然或刻意。